# Emseloh
Emseloh ist ein Ortsteil der Stadt Allstedt im Landkreis Mansfeld-Südharz in Sachsen-Anhalt.

## Geografie
Emseloh liegt zwischen Sangerhausen und Eisleben rund 11 Kilometer nördlich der Stadt Allstedt. Südlich des Ortes liegt der Blankenheimer Forst, durch Emseloh fließt der Röhrgraben. Nördlich des Dorfes liegen die Wüstungen Schaubesfelde, Utenfelde und Eichenborn.

## Geschichte
Das Dorf wurde am 22. Juni 1268 erstmals urkundlich genannt. Seine frühe Geschichte wurde wesentlich vom nahegelegenen Kloster Kaltenborn geprägt, das die Kirche Unserer Lieben Frauen gründete und aus dessen Besitzungen das Rittergut fundiert wurde. Der 1483 gegründete Gasthof zum Mohr gilt als der älteste aktive Gasthof Sachsen-Anhalts. 1525 plünderten und verwüsteten Bewohnern der Orte Emseloh und Riestedt das nahegelegene gelegene Augustiner-Chorherren-Kloster Kaltenborn. Um 1530 existierte in Emseloh eine größere Täufergemeinde, an deren Gründung unter anderem der 1536 in Jena hingerichtete Heinz Kraut beteiligt war.
Am 1. Januar 2010 wurde die bis dahin selbstständige Gemeinde Emseloh zusammen mit den Gemeinden Beyernaumburg, Holdenstedt, Katharinenrieth, Liedersdorf, Mittelhausen, Niederröblingen (Helme), Nienstedt, Pölsfeld, Sotterhausen und Wolferstedt in die Stadt Allstedt eingemeindet.

## Verkehr
Durch den Ort führt die L 151, Sangerhausen nach Eisleben. Die Autobahn A 38, die von Halle (Saale) nach Göttingen führt, liegt südlich vom Emseloh.

## Persönlichkeiten
- Caspar Tryller, Besitzer des Rittergutes in Emseloh
- Christoph Felgenhauer, Besitzer des Rittergutes in Emseloh